# Les Enfants du rock
 (mai 2018).
Si vous disposez d'ouvrages ou d'articles de référence ou si vous connaissez des sites web de qualité traitant du thème abordé ici, merci de compléter l'article en donnant les références utiles à sa vérifiabilité et en les liant à la section « Notes et références ».
Les Enfants du rock est une émission de télévision française sur la pop culture (musique, bande dessinée, cinéma et art moderne en général) à l'esprit rock, créée par Pierre Lescure et diffusée sur Antenne 2 à partir du 7 janvier 1982 jusqu'en juin 1988.

## Historique

### Création
Créée par Pierre Lescure et diffusée sur Antenne 2 à partir du 7 janvier 1982, le jeudi soir aux environs de 22 h jusqu'à mi-septembre 1983 où l'émission est diffusée le samedi aux environs de 22 h 30 après l'émission Champs-Élysées, puis parfois après une série courte de suspense comme Alfred Hitchcock présente, ou encore Le Voyageur[réf. souhaitée].

### Première phase (1982-1985)
La première du magazine est présentée par Léon Zitrone. À cette occasion, le journaliste était vêtu d'un complet noir, lunettes noires, avec des cheveux gominés et tirés en arrière.
La soirée était conçue comme un agrégat d'émissions indépendantes où ont travaillé de futures pointures du milieu musical et audiovisuel. Elles avaient à peu près toutes une structure similaire : un générique ultra accrocheur à la musique imparable et un mélange de clips et animations[réf. souhaitée].

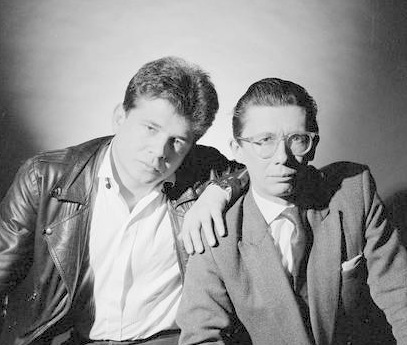
Philippe Manœuvre et Jean-Pierre Dionnet en 1986 (Studio Harcourt).

Parmi les plus notables de ces programmes, Sex Machine a été animé par Philippe Manœuvre et Jean-Pierre Dionnet, réalisé par Jean-Louis Cap. Il s'agissait d'un mélange de clips et de séquences humoristiques et coquines. Son générique associait la chanson funk de James Brown, sur une séquence rétro où apparaissait entre autres l'actrice Pauline Lafont dans le rôle d'une sorte de starlette. La blonde et généreuse Sophie Favier fut aussi du casting, dans des sketchs intermédiaires aux clips, parfois dénudés[réf. souhaitée].
Certaines chansons diffusées étaient issues de l'émission Top of the Pops de la BBC, avec des artistes étrangers autres que anglophones qui pouvaient y figurer, comme les chanteurs Falco, Umberto Tozzi ou des chanteurs français de passages dans l'émission. Un partenariat d'échanges culturels existait entre la chaîne britannique et la télévision publique française, notamment en ce qui concernait les émissions de variétés et de divertissement[réf. souhaitée].
L'émission n'avait pas de ligne musicale directrice particulière : on y voyait les clips de David Lee Roth (California girls), Duran Duran (Wild boys), Madonna (Like a Virgin), etc. Elle était surtout portée par une ambiance délirante, brouillonne, débridée où les invités participaient aussi aux côtés du duo d'animateurs[réf. souhaitée].
Philippe Manœuvre et Jean-Pierre Dionnet partent aussi réaliser avec Mara Villiers plusieurs émissions aux États-Unis, en France, et en Angleterre : Annie Lennox, Billy Idol, Boy George, David Lee Roth, Kid Creole and the Coconuts, Madonna, Michael Jackson et du groupe Téléphone. Un dernier voyage en Australie pour un documentaire (Special Mad Max) réalisé par Mara Villiers : « Au-delà du dôme du tonnerre »[réf. souhaitée].
On peut aussi citer parmi les programmes-clés de l'émission Rockline, animé par Bernard Lenoir et consacré à la pop et à la new wave anglaise. Débutant sur un générique très stylisé de vues de Londres sur la musique de New Order (Confusion), on y voyait des clips vidéos et des tournages de plateau se succéder sur la voix de l'animateur, qu'on ne voyait d'ailleurs jamais à l'écran. Il y avait aussi Houba Houba, proposée par Antoine de Caunes et consacrée principalement au rock. De Caunes y fit découvrir par exemple des groupes célèbres de rock australien comme Inxs (sur le single Original Sin), ou des artistes plus anecdotiques comme Bonk (sur le single The Smile & the Kiss)[réf. souhaitée].
Outre les émissions récurrentes, selon l'actualité ou le choix éditorial, le programme présentait aussi des émissions spéciales consacrées à tel ou tel artiste ou courant majeur. Il s'agissait de Rockumentaires, sorte de portraits grand angle mélangeant clips, interviews et images d'archives. Michael Jackson y a par exemple eu droit. Le jeune journaliste Childeric Muller y fait découvrir au grand public les nouvelles stars internationales comme Indochine, Sade Adu ou The Cure. Les artistes hexagonaux n'étaient pas en reste, comme Johnny Hallyday ou encore Lio en 1983.
Enfin des sujets sérieux et sociétaux étaient aussi abordés, comme un reportage sur la galère des rockers du Havre, en février 1982 ; ou encore sur le rock rouennais en 1984.
Plus exigeante encore, une émission comme Haute Tension (1982-84) proposait de l'expérimentation musicale et vidéo.
En avril 1984, Les Enfants du rock obtient le « prix de la meilleure émission pour l'enfance, catégorie 12-16 ans », un prix créé sous le patronage de la Haute Autorité de la communication audiovisuelle. En 1985, l'émission reçoit le Sept d'or de la meilleure émission de variétés[réf. souhaitée].
Patrice Blanc-Francard, qui en a assuré la production (1983-86) relativise cependant cette aventure télévisuelle avec humilité : « Il n'y avait vraiment rien à la télé sur le rock, alors la concurrence n'était pas trop rude, (...) Et quand l'émission a été programmée le samedi soir, après Drucker, elle a trouvé toute sa popularité. (...) Il y avait toujours quelque chose que tu aimais et quelque chose que tu découvrais, (...). On a eu de la chance, c'était l'époque où le clip devenait roi, avec des choses éblouissantes, comme Billie Jean de Michael Jackson et Every Breath You Take de Police ».

### Deuxième phase (1986-1988)
Les Enfants du rock, soudain concurrencés par la nouvelle chaîne musicale TV6, sont victimes d'une « guerre de diffusion » des clips, déclenchée par les maisons de disque désireuses de faire payer le passage en télévision de ces œuvres.
Les Enfants du rock, brièvement dirigés par Bernard Lenoir, résistent et remodèlent leurs programmes jusqu'à l'impossible. L'émission s'ouvre ainsi à d'autres sujets que la musique contemporaine en clips. C'est à cette période qu'arrive par exemple le duo Groucho Business et Chico d'Agneau qui y animent Rock N'Roll Graffitti, consacrée aux scopitones des années 1950 et 60. Antoine de Caunes y lance Rock Report, sorte de journal télévisé du rock construit uniquement sur des sujets et reportages, précurseur de l'émission Rapido qu'il lança brièvement sur TF1 à l'automne 1987 avant de la déménager sur Canal+. Le journaliste de Best Bruno Blum vint en renfort pour réaliser plusieurs entretiens avec des artistes divers, mais il n'apparaissait pas à l'écran.
En février 1987, TV6 ferme et voici le retour au bercail de Patrice Blanc-Francard qui en ramène Olivier Doran et Jean-Luc Delarue dans ses cartons pour y présenter Fantasia, un programme consacré à l'actualité du fantastique. Blanc-Francard, désormais seul aux commandes, relance l'émission dans un format plus conforme à ses débuts ; le générique est désormais une musique du groupe The Cure (Just Like Heaven). Cette nouvelle version propose surtout des documentaires, interviews et portraits d'artistes avec quelques clips nouveautés ouvrant et fermant l'ensemble.[réf. souhaitée]
La dernière de l'émission est livrée en 1988. Elle réunit tous les animateurs et techniciens ainsi que des invités, devant un concert du groupe Big Audio Dynamite avec Mick Jones. Thierry Ardisson, viré de La Cinq, voulait la case. Il gagne la bataille et lance Lunettes noires pour nuits blanches.[réf. souhaitée]
Le 31 décembre 1989, une ultime émission spéciale des Enfants du rock intitulée "Rock dans les années 80", rétrospective de la décennie passée, sera présentée par Antoine de Caunes.[réf. souhaitée]

## Influence
L'« esprit » des Enfants du rock revient dans un autre grand projet télévisuel des années 1980 en France : la création de la chaine privée Canal+. Plusieurs des animateurs de l'émission rock se retrouvent en effet sur la chaîne cryptée (dont Antoine de Caunes) : dès 1983, Pierre Lescure rejoint André Rousselet pour préparer le lancement l'année suivante de cette première chaîne cryptée et payante en France, à l'esprit novateur et audacieux. Canal+ débutera d'ailleurs ses toutes premières heures de diffusion par des vidéo clips musicaux à la file.[réf. souhaitée]
Durant l'été 1992, Yves Bigot propose sur Antenne 2 une rétrospective consacrée aux Enfants du rock en remontrant les images de ses moments forts.[réf. souhaitée]
En 2010, France 3 diffuse un documentaire sur le rock dont le titre est une forme de clin d’œil à l'émission mythique : Les Petits Enfants du rock.
Des CD sortent en 1994 et 2001, regroupant les chansons qui ont marqué cette émission télévisée. Enfin des DVD collectors de l'émission Sex Machine sont édités en novembre 2011. Annoncée pour le 5 novembre 2013, la sortie d'un coffret de 3 DVDs a été repoussée à une date indéterminée. « Des problèmes liés à la libération des droits contraignent l’INA à décaler la sortie de ce projet ambitieux sur lequel les équipes d’INA éditions vont continuer de travailler », annonce l’INA dans un communiqué.

## Membres de l'équipe
- Le duo Jean-Pierre Dionnet - Philippe Manœuvre, pour L'Impeccable BD et pour Sex Machine, mélange de vidéo-clips et séquences délirantes, avec la participation de Pauline Lafont.[réf. souhaitée]
- Antoine de Caunes et Jacky pour Houba Houba (rock).[réf. souhaitée]
- Alain Chabat, pour les enchaînements[12]
- Bernard Lenoir, pour Rockline (sur la new wave anglaise).[réf. souhaitée]
- Pierre Lescure[réf. souhaitée]
- Patrice Blanc-Francard[réf. souhaitée]
- Childeric Muller[réf. souhaitée]
- Alain de Greef[réf. souhaitée]
- Alexandre Marcellin et Sam Choueka (alias Groucho Business et Chico d'Agneau), pour Rock'n'roll Graffitti (séquence nostalgie) et les réalisateurs Jean-Louis Cap, Mara Villiers et Gabriel Cotto.[réf. souhaitée]

## Génériques
L'émission a eu trois génériques :
- Herbie Hancock : Rockit (de 1982 à 1983)[réf. souhaitée] ;
- Heaven 17 : Crushed By The Wheels Of Industry (Extended Dance Mix) (de 1984 à 1986)[réf. souhaitée] ;
- The Cure : instrumental spécialement composé pour l'émission, et qui deviendra plus tard Just Like Heaven (à partir de 1987).[réf. souhaitée]. Le compte "One, Two, Three, Four !" audible au début de cette version du générique provient de l'introduction du titre Jewel du groupe Propaganda (sur l'album A Secret Wish - 1985).

L'émission Rockline de Bernard Lenoir possède son propre générique. Il s'agit de Confusion, par New Order.[réf. souhaitée]
L'émission Sex Machine possède son propre générique : le titre éponyme, signé du chanteur soul James Brown.
L'émission Rock'n'roll Graffitti possède son propre générique : Play those oldies, Mr. DJ du groupe Anthony & The Sophomores.[réf. souhaitée]